# 上岡国夫
上岡 国夫（かみおか くにお、1937年11月 - ）は、日本の教育心理学者。元高崎経済大学教授、高崎経済大学附属高等学校初代校長。群馬県渋川市出身。

## 略歴
〈出典：〉
1956年群馬県立渋川高等学校卒業、1964年京都大学教育学部卒業、1967年群馬大学教育学部専攻科修了、1970年東京教育大学大学院教育学研究科修士課程修了、1973年東京教育大学大学院教育学研究科博士課程中退。
群馬県渋川市立渋川工業高等学校（現：群馬県立渋川工業高等学校）教諭、足利工業大学（現：足利大学）講師、高崎経済大学講師・助教授・教授、群馬女子短期大学（その後高崎健康福祉大学短期大学部に改称、現在は廃止）講師、高崎経済大学附属高等学校（現：高崎市立高崎経済大学附属高等学校）校長、高崎芸術短期大学講師などを歴任。

## 政治活動
渋川市長選に立候補するも二度続けて落選。